# Kopli
Kopli – jedna z poddzielnic (est. asum) dzielnicy Põhja-Tallinn w Tallinnie. Znajduje się w północnej części miasta na półwyspie Kopli. W 2015 roku populacja dzielnicy wynosiła 7240 osób. Do 1918 roku dzielnica nosiła niemiecką nazwę Ziegelskoppel. Estońska nazwa znaczy „wybieg”.
W Kopli znajdował się zlikwidowany w 1951 roku cmentarz Kopli, na którym pochowano wielu Niemców bałtyckich. Władze sowieckie przekształciły cmentarz w park miejski.
Oprócz tego w dzielnicy znajdują się m.in. Port Bekker, Estońska Akademia Morska, stocznia remontowa BLRT oraz zajezdnia tramwajowa.
Stacja kolejowa Kopli obsługuje port.

## Galeria

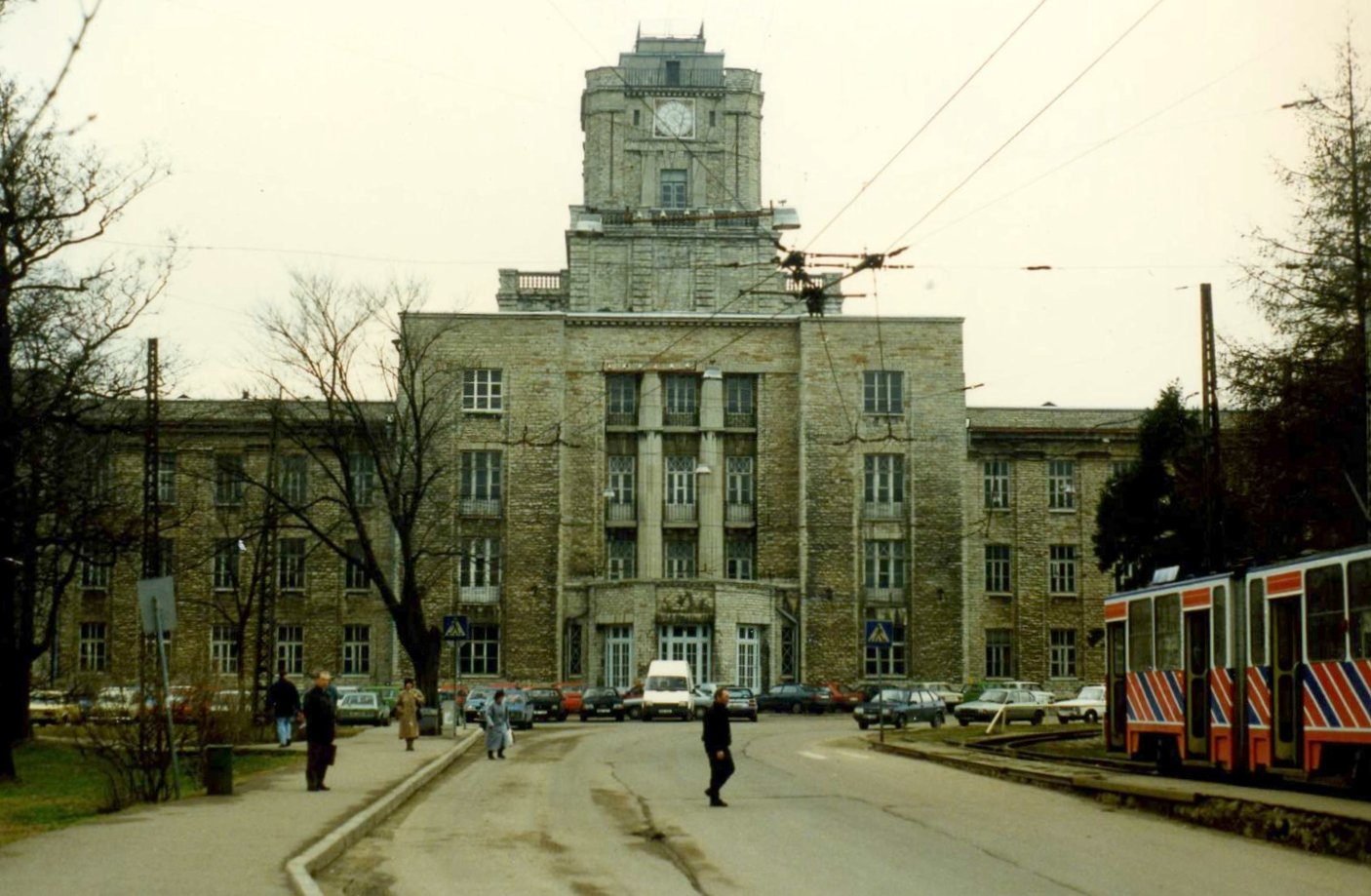
Estońska Akademia Morska
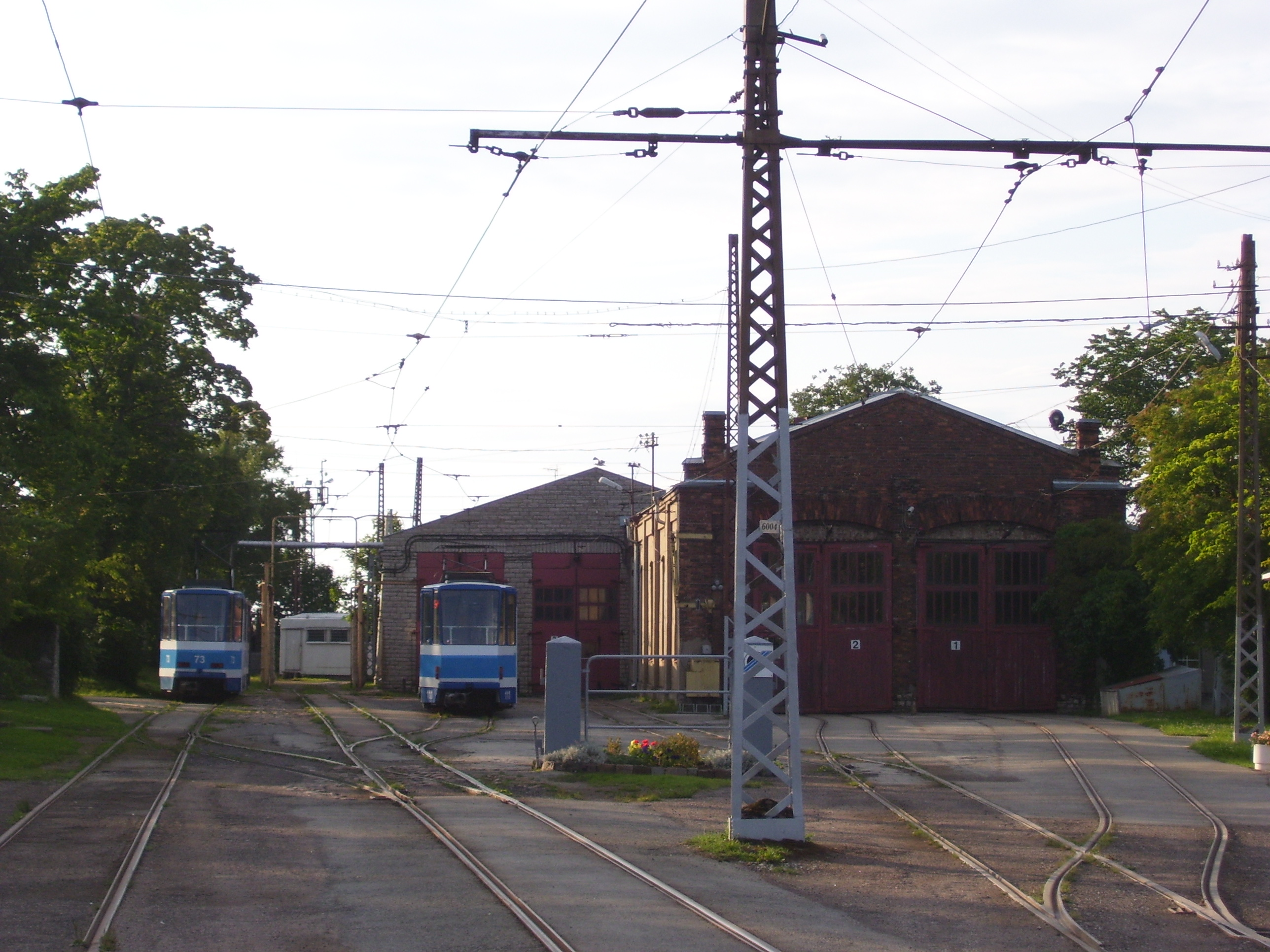
Zajezdnia tramwajowa
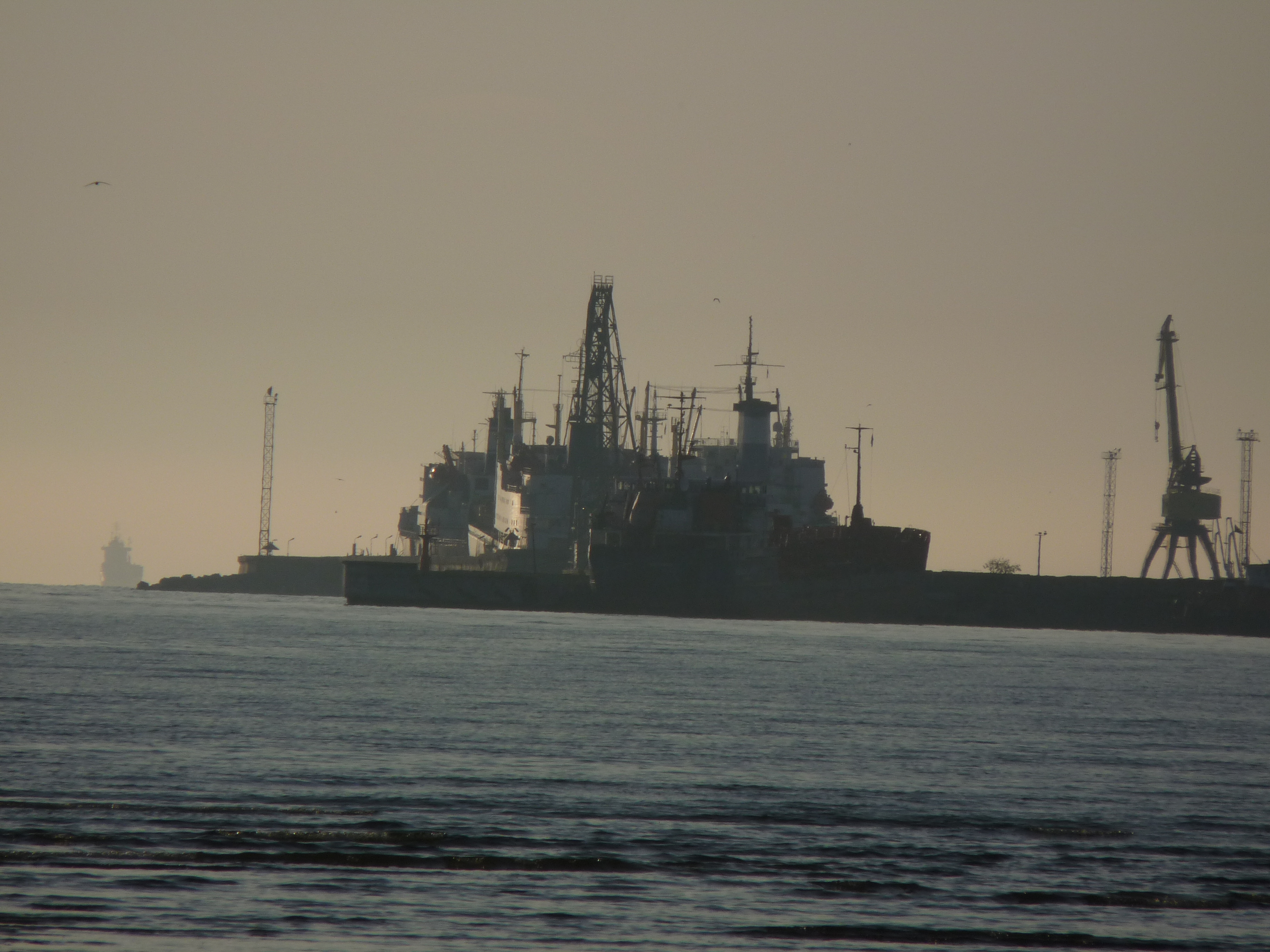
Port Bekker
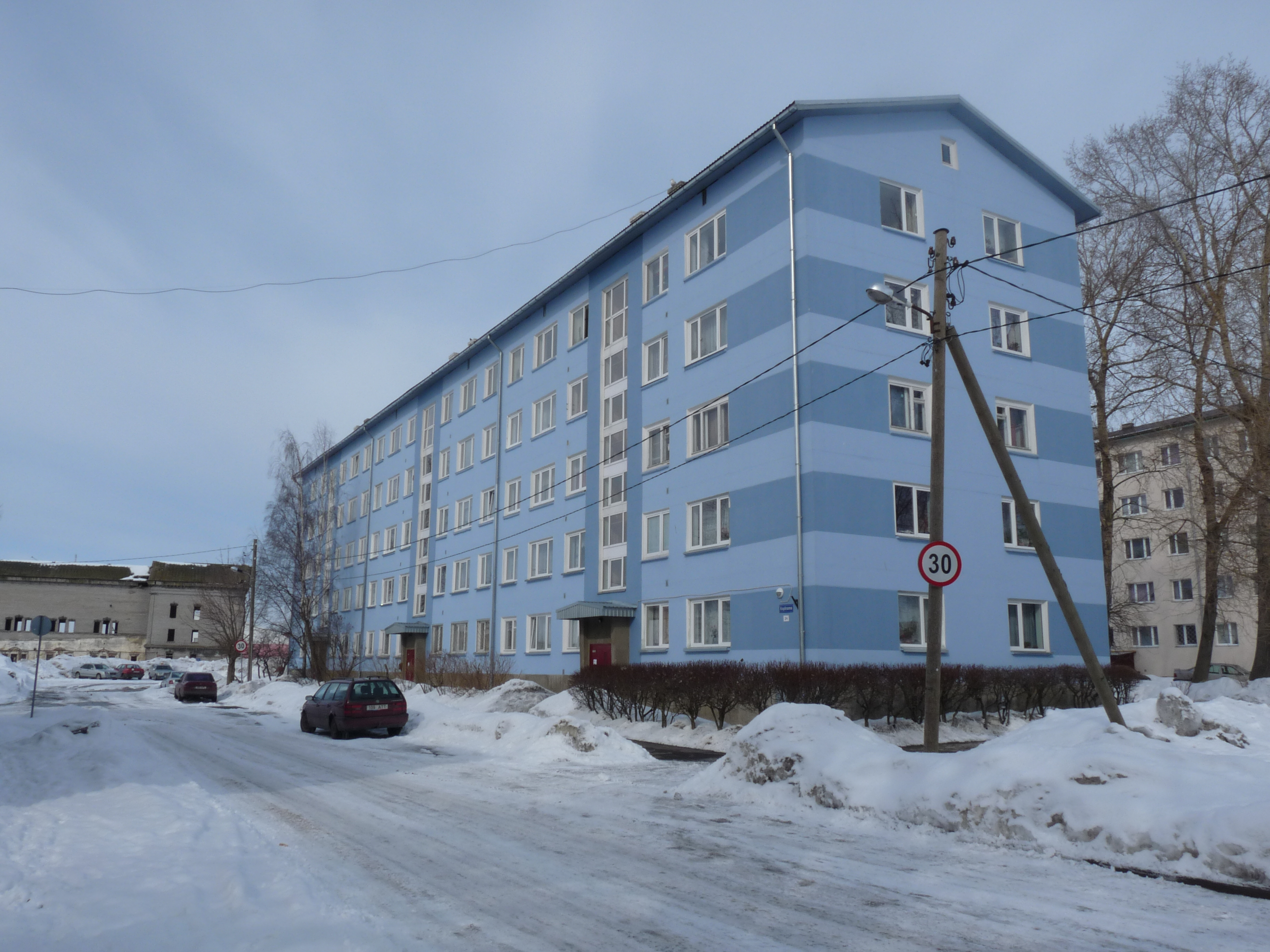
5-piętrowe bloki z czasów sowieckich (tzw. chruszczowki)
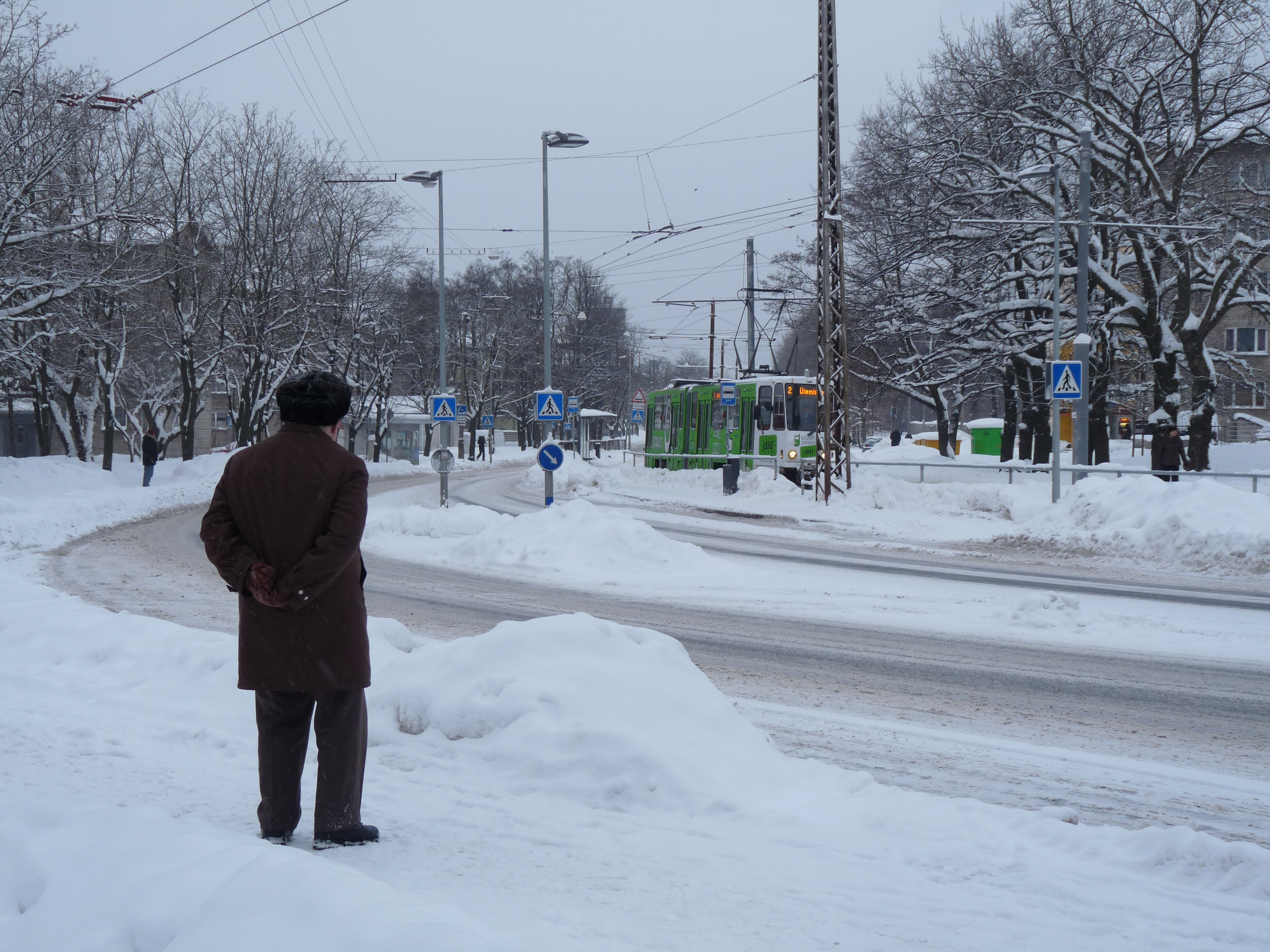
Widok ulicy w Kopli w zimie